# Thomas Malthus
Thomas Robert Malthus (født 14. februar 1766, død 23. december 1834) var en engelsk demograf og økonom. Han regnes som en af de førende klassiske økonomer og havde stor indflydelse på økonomer i sin samtid. Mest kendt er han for sin teori om, at befolkningen altid vil vokse stærkere end fødevareforsyningen, som han udfoldede bogen An Essay on the Principle of Population*. Malthus mente, at befolkningen vil vokse eksponentielt, mens fødevareforsyningen kun vil vokse lineært. Malthus tilføjede senere visse modifikationer til sin teori, herunder at befolkningsvæksten ofte vil bremses af krige, hungersnød og pest.
Malthus anbefalede at reducere fødselsraten ved at udsætte tidspunktet for, hvornår folk blev gift, selv om han frygtede, at det kunne medføre en negativ moralsk effekt i form af udenomsægteskabelig sex.
Den stærke befolkningsvækst i ulandene efter 2. verdenskrig førte til fornyet interesse for Malthus' teorier.
- Hans omtalte teori er kritiseret for at negligere brugen af præventionsmidler og for at se bort fra mulighederne for teknologiske forbedringer i fødevareproduktionen.[kilde mangler]

### Udgaver af Malthus' værker
- EconLib-1798: An Essay on the Principle of Population, (1 udgave, engelsk).
- EconLib-1826: An Essay on the Principle of Population, (6. reviderede udgave, engelsk)

### Andre forfattere om Malthus
- Anonym: "Amerika 1776-1876. Den økonomiske Videnskab i Amerika" (Nationaløkonomisk Tidsskrift, Første række, Bind 7; 1876)
- Niels Lindberg: "En Kritik af den klassiske Omkostningsteori i Belysning af nyere Litteratur" (Nationaløkonomisk Tidsskrift, 3. række, Bind 40; 1932)
- Will. Scharling: "Menneskeslægtens økonomiske Udviklings Gang" – 2 del (Nationaløkonomisk Tidsskrift, Første række, Bind 3; 1874)
- Will. Scharling: "Menneskeslægtens økonomiske Udviklings Gang" – 3 del (Nationaløkonomisk Tidsskrift, Første række, Bind 3; 1874)